# Narancsszínű foltoscsészegomba
A narancsszínű foltoscsészegomba (Caloscypha fulgens) a Caloscyphaceae családba tartozó, Eurázsiában és Észak-Amerikában honos, fenyvesekben élő, nem ehető gombafaj. Nemzetségének egyetlen faja.

## Megjelenése
A narancsszínű foltoscsészegomba termőteste 2-5 cm széles, csésze, csészealj alakú vagy szabálytalanul lebenyes. Idősen szinte teljese ellaposodhat. Belső termőrétege sima, élénk vagy fakóbb narancssárga színű, kékes-zöldesen színeződhet. 
Külső oldala fiatalon finoman szemcsés, néha fehéresen hamvas; idősen többé-kevésbé lecsupaszodik. Színe halványnarancs, sérülésre érintésre kékes-zöldesen elszíneződik, különösen a széle közelében.  
Tönkje nincs vagy nagyon rövid. 
Húsa 1-2 mm vastag, narancssárga színű. Íze és szaga nem jellegzetes.   
Spórapora fehér. Spórája gömbölyded, vékony falú, sima, 5,5-7,5 µm átmérőjű. Az aszkuszok nyolcspórásak, maximum 125 µm hosszúak. 

### Hasonló fajok
A narancsszínű csészegomba, az osztrák csészegomba, a nyúlfülegomba hasonlíthat hozzá, de kékes-zöldes elszíneződése egyedivé teszi.

## Elterjedése és termőhelye
Eurázsiában és Észak-Amerikában honos. Magyarországon nem fordul elő, Szlovákiában védett. 
Hegyvidéki fenyvesekben él. Csésze alakú termőteste szexuálisan szaporodó teleomorf alakja fejleszt. Kora tavasszal terem, hóolvadás után.
Ismert aszexuális konidiospórákat termelő anamorf alakja is, amelyet régebben Geniculodendron pyriforme néven írtak le. Ez gombafonálszövedék képben jelenik meg és csak szakértők ismerik fel. Az anamorf alak a fenyők magjainak parazitája, különösen amikor azok bennmaradnak a tobozban. A fertőzött magok kiszáradnak és elpusztulnak.  

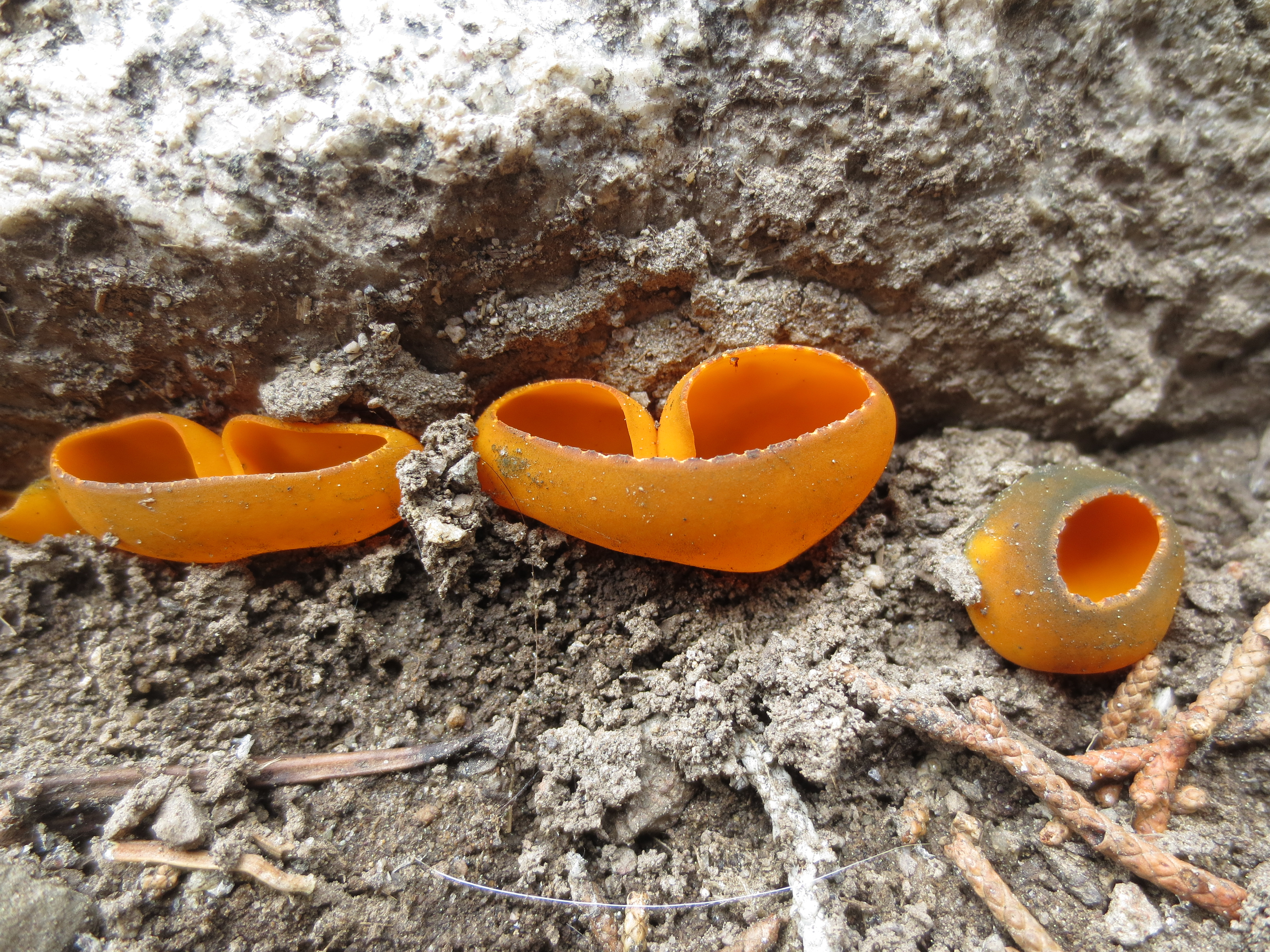
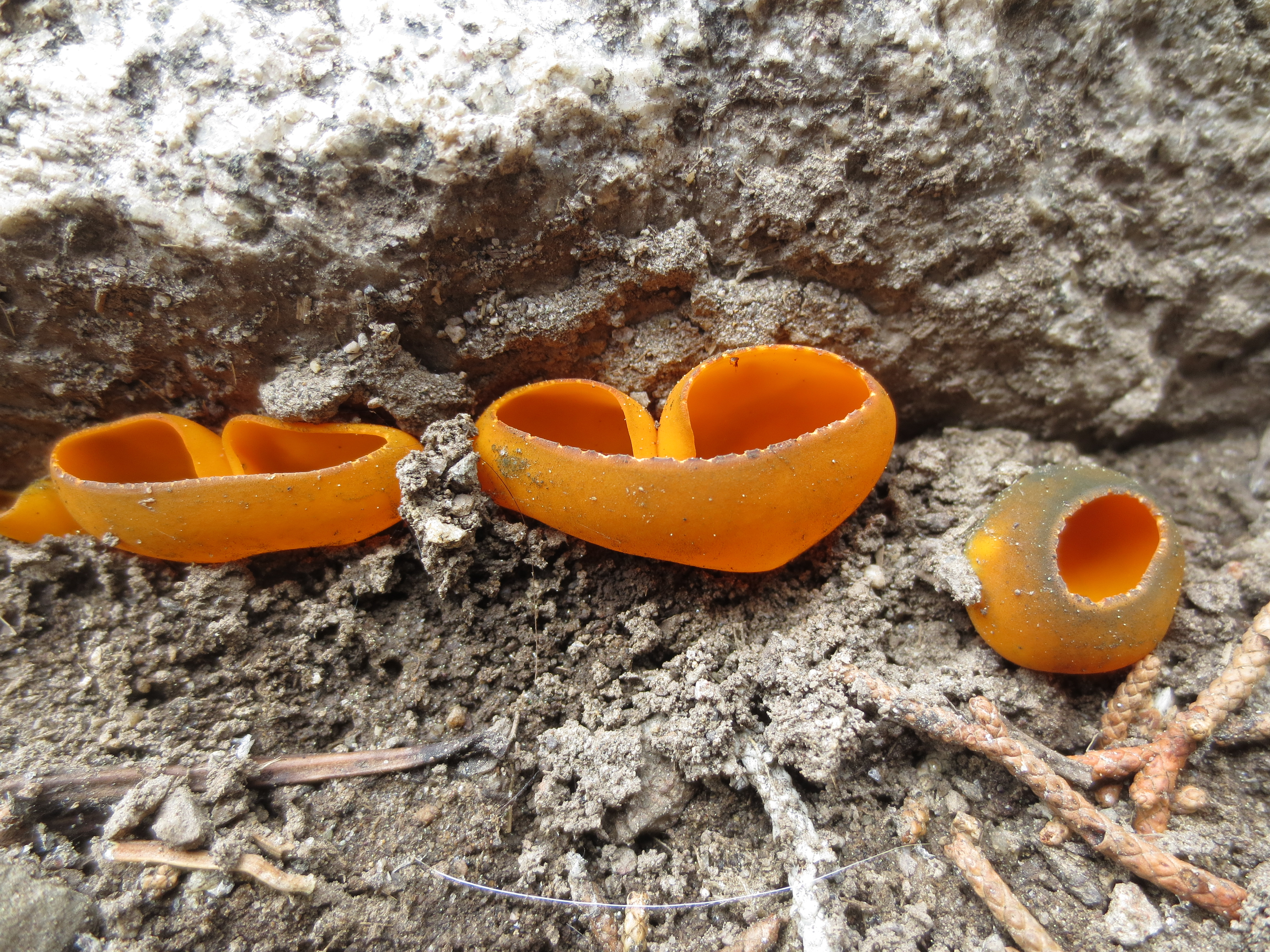
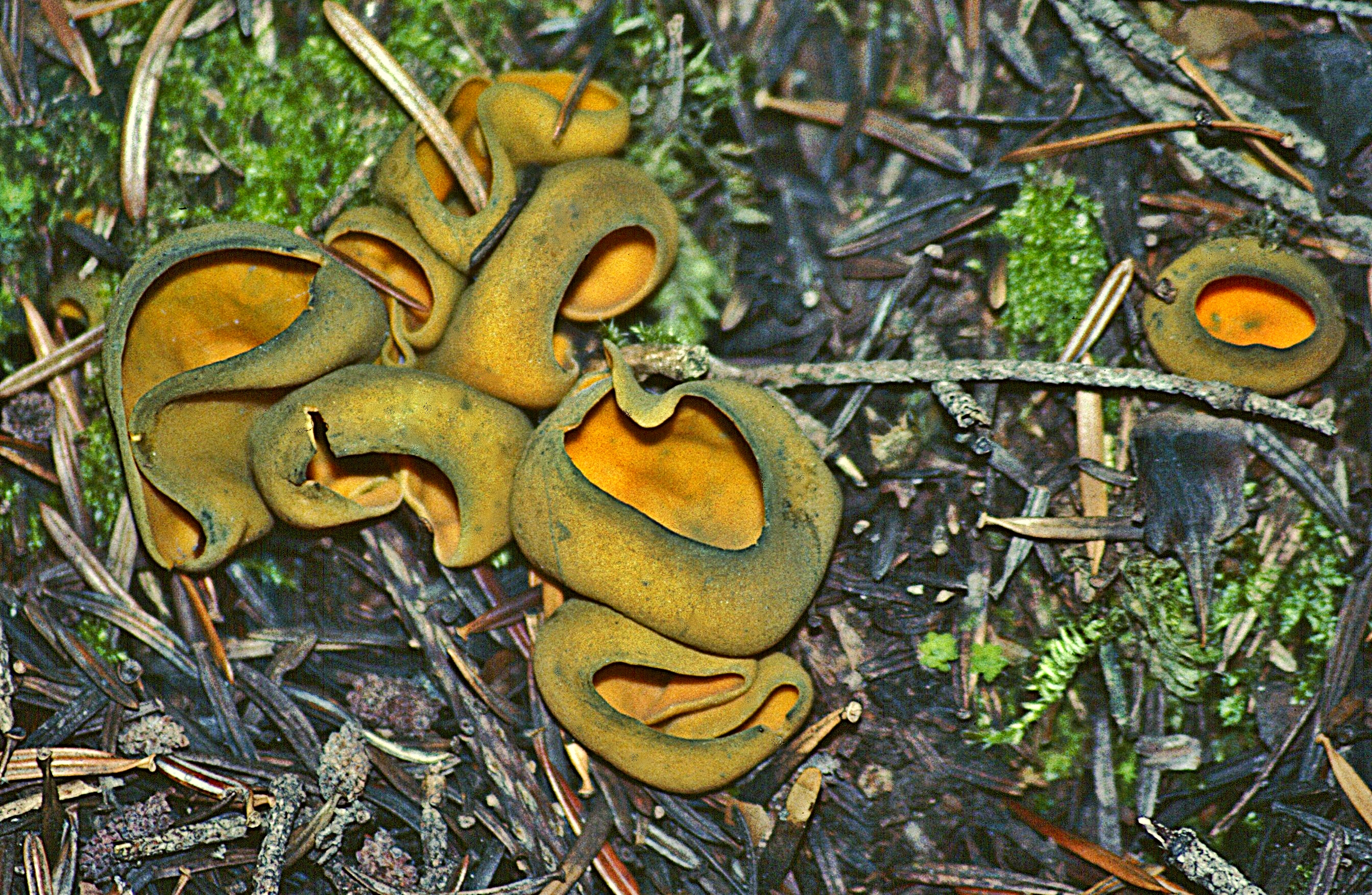
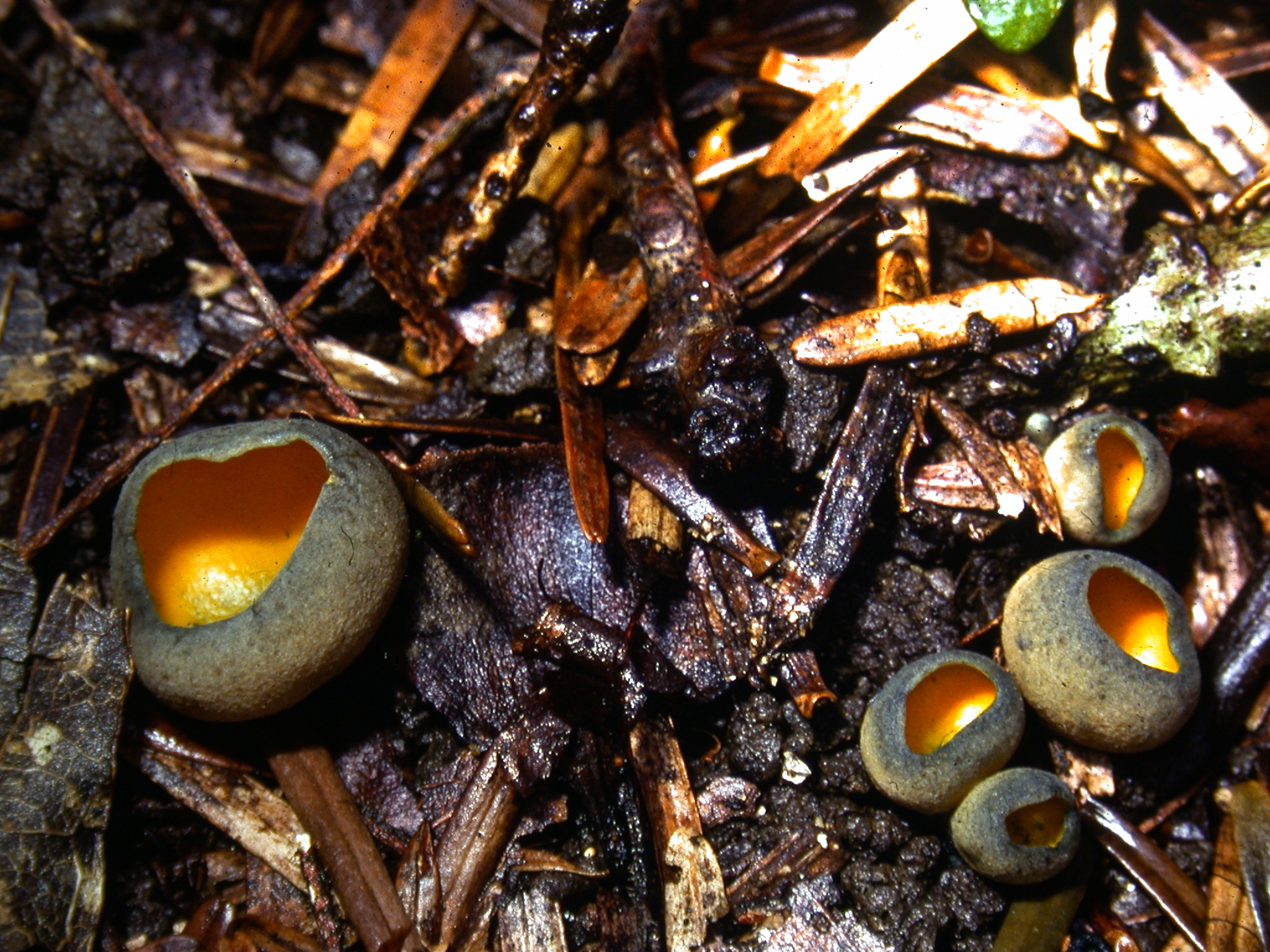
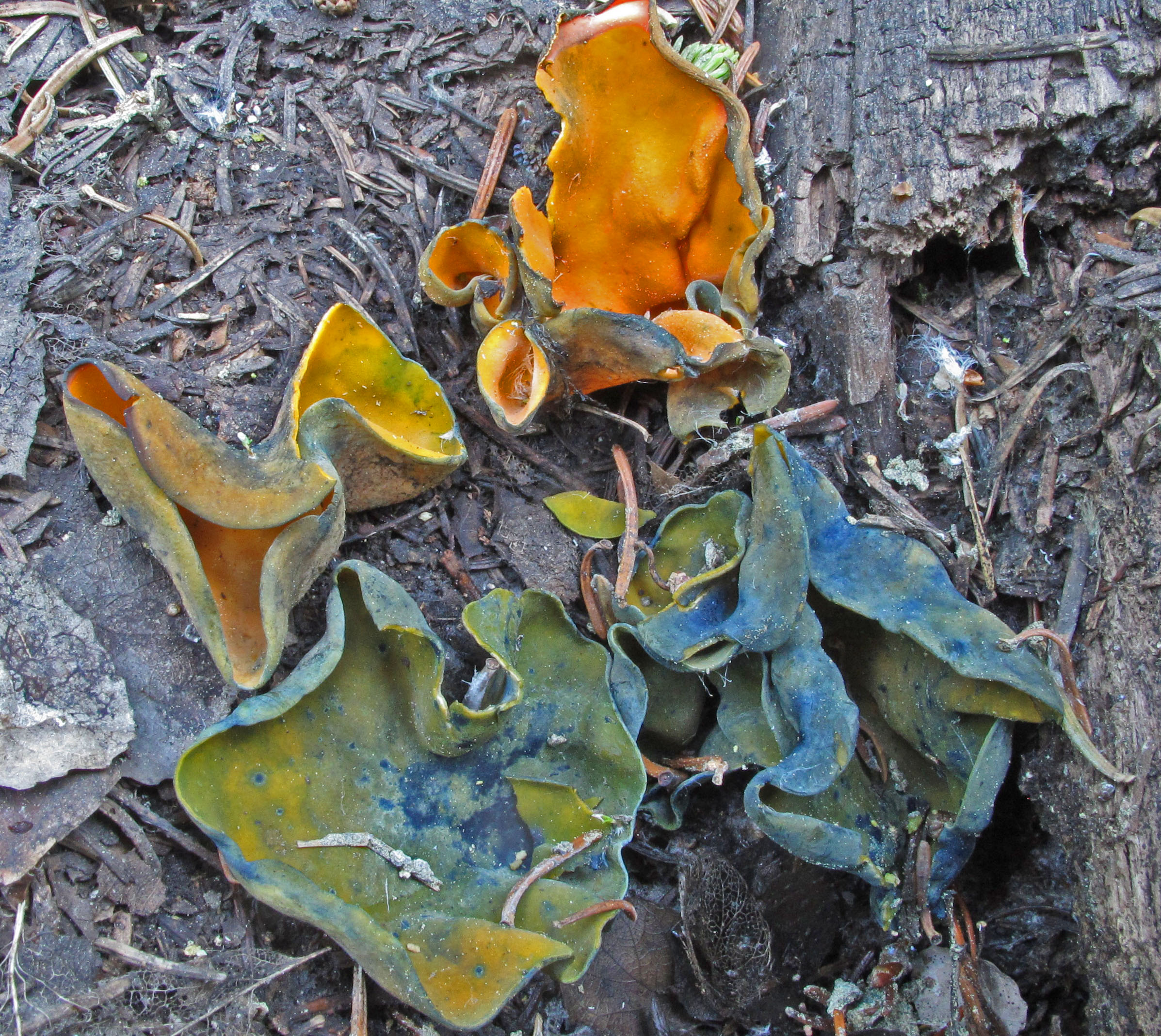

Nem ehető.  